# Femme d'Elling
La femme d’Elling est un cadavre humain découvert en 1938 dans une tourbière près de Silkeborg, au Danemark. Sa mort est estimée remonter aux alentours de l’an -280. Douze ans plus tard, l’homme de Tollund fut découvert à une soixantaine de mètres de là.

## Description

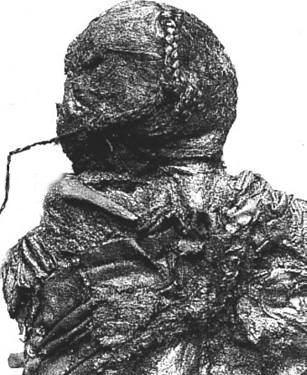
Femme d'Elling

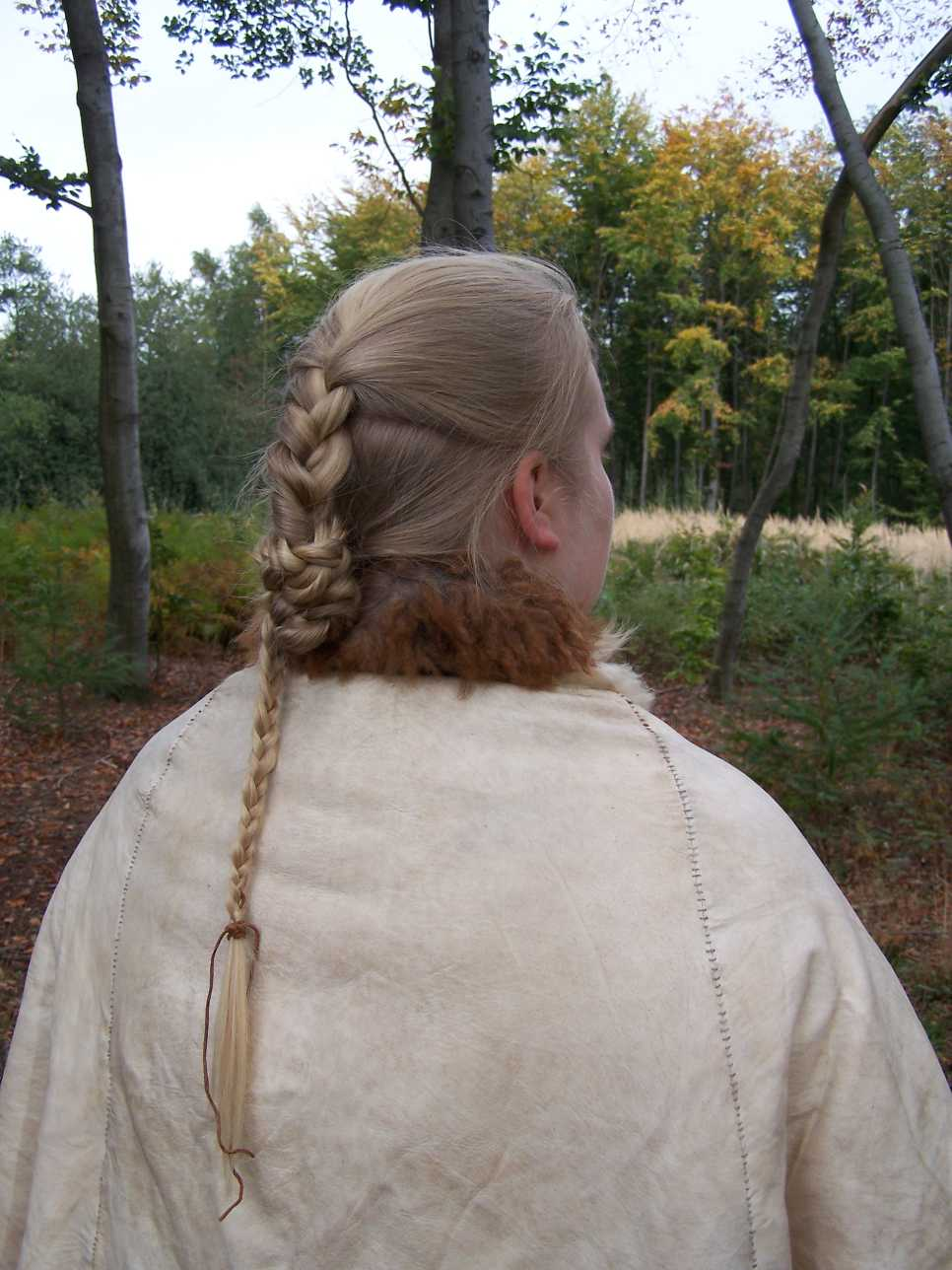
Reconstitution de la coiffure de la femme d’Elling.

La découverte est attribuée à un fermier local, Jens Zakariasson. Le corps était enveloppé dans une cape en peau de mouton finement cousue et retenue au cou par un cordon de cuir. Une ceinture de laine de 4 à 5 cm de large et 67 cm de long complétait l’habillement. Il est probable qu’elle portait également des vêtements en fibres végétales, particulièrement en lin, qui n’ont pas été conservés. Les cheveux, longs de 90 cm, étaient savamment tressés.
Le visage est mal conservé et aucun organe interne ne subsiste. La mort est intervenue par pendaison ou strangulation, à l’instar de l’homme de Tollund. Comme pour ce dernier, il pourrait s’agir d’un sacrifice humain. Elle était âgée d’une trentaine d’années et ne souffrait d’aucune pathologie apparente et ne portait pas de séquelles d’une affection antérieure.